# Joseph Priestley
Joseph Priestley (/ˈpriːstli/; ur. 13 marca 1733 r. w Birstall, zm. 6 lutego 1804 r. w Northumberland) – angielski duchowny, teoretyk polityki, chemik, filozof i pedagog.

## Życiorys
Urodzony 13 marca 1733 r. w Birstall, jego rodzice wytwarzali płótno wełniane. Pochodził z kalwińskiej rodziny, od 1752 r. studiował filozofię, nauki przyrodnicze, języki obce i literaturę na Dissenting Academy w Daventry w Northamptonshire, gdyż na podstawie Act of Uniformity (1662) kalwiniści nie mogli studiować na uniwersytetach. Po studiach odrzucił kalwińskie koncepcje grzechu pierworodnego i przyjął ideologię unitariańską, która m.in. odrzucała koncepcję Trójcy.
Od 1755 do 1761 r. Priestley był duchownym w Needham Market w Suffolk i Nantwich w Cheshire, po czym został nauczycielem języków obcych i literatury w Warrington Academy w Lancashire. W 1762 r. ożenił się z Mary Wilkinson, córką kowala, z którą miał córkę i trzech synów. Zainteresowanie Priestleya nauką uległo nasileniu w 1765 r. gdy poznał Benjamina Franklina, który zachęcił go do wydania jego The History and Present State of Electricity, with Original Experiments (1767). Początkowo Priestley prowadził eksperymenty z dziedziny elektryczności, przykładając dużą uwagę do tworzenia właściwej metodologii. W czasie swoich badań przewidział, że węgiel drzewny będzie przewodzić prąd elektryczny, zaobserwował także związek elektryczności z przemianami chemicznymi. Dzięki tym eksperymentom został w 1766 r. członkiem Royal Society.
W 1767 r. wrócił do pracy duchownego w Mill Hill Chapel w Leeds, a jednocześnie zaczął intensywne eksperymenty chemiczne. Między 1772 i 1790 r. opublikował 6 tomów Experiments and Observations on Different Kinds of Air, a także kilkanaście artykułów w wydawanym przez Royal Society Philosophical Transactions o gazach. Priestyle wprowadził do chemii gazów, gdzie wyróżniano wówczas powietrze, dwutlenek węgla i wodór, teorię flogistonu. Dzięki umiejętności zaprojektowania i obsługi aparatury Priestley wyizolował i odkrył azot, amoniak, tlenek azotu, dwutlenek azotu, podtlenek azotu, dwutlenek siarki, chlorowodór, tetrafluorek krzemu i tlenek węgla i za te prace został wyróżniony w 1773 r. przez Royal Society prestiżowym Copley Medal.
W tym samym roku Priestley przeniósł się do Calne w Wiltshire, gdzie został bibliotekarzem i nauczycielem Williama Petty'ego, earla of Shelburne i jego rodziny. W tym czasie wynajdował również nowe dowody na poparcie swojej nowej wiary w życzliwego Boga unitariańskiego zamiast mściwego kalwińskiego Boga, w którego wierzył w młodości. Jednocześnie, obserwując proces wegetacji i zmiany poziomu mórz i jezior, Priestley zaczął tworzyć teorię obiegu powietrza w przyrodzie. Obserwacje te przyczyniły się do wsparcia współczesnych mu badań fotosyntezy prowadzonych przez Jana Ingenhousza i Jeana Senebiera.
Priestley odkrył i wyizolował tlen, gdy 1 sierpnia 1774 r. ogrzewał tlenek rtęci. Zaobserwował również, że pod wpływem tego gazu możliwe jest palenie się płomienia świecy i utrzymanie myszy przy życiu i na tej podstawie nazwał odkryty gaz powietrzem pozbawionym flogistonu, co było zgodne z ówczesnym przekonaniem, że powietrze nasycone flogistonem będzie niezdatne do podtrzymywania życia. Jednocześnie Priestley nie był przekonany, że odkrył nowy rodzaj powietrza. Jeszcze tego samego roku udał się w towarzystwie Shelburne'a w podróż po Niderlandach, Niemczech i Francji, podczas której spotkał w Paryżu Antoine'a Lavoisiera. Pod wpływem tego spotkania Lavoisier w okresie 1775–1780 zaczął prowadzić intensywne eksperymenty, w wyniku których opisał podstawowe cechy tlenu, zidentyfikował jego rolę w atmosferze oraz procesach spalania i oddychania, a także nadał mu współczesną nazwę, rozpoczynając rewolucję w chemii.
Priestley nie uznał wniosków Lavoisiera i kontynuował rozwijanie teorii flogistonu i uznał, że Francuzi narzucają społeczności naukowej swoje przekonania zupełnie jak angielski establishment religijno-polityczny narzuca społeczeństwu dogmaty. Swoje poglądy na ten temat opublikował w formie pamfletu Doctrine of Phlogiston Established, and That of the Composition of Water Refuted, który w 1803 r. rozwinął do postaci książki, opisując swoje zarzuty co do empirycznych, teoretycznych i metodologicznych błędów teorii tlenu.
W 1780 r. został duchownym w New Meeting House w Birmingham i członkiem Lunar Society, którego członkowie stosowali zasady naukowe i techniczne do prób rozwiązywania problemów dotykających społeczności miejskie. Sam Priestley opracował urządzenie do produkcji wody gazowanej, która w jego przekonaniu miała wspierać zdrowie osób cierpiących na szkorbut i choroby zakaźne. Pomimo że nie rozwiązano w ten sposób tych problemów, technologia Priestleya pozwoliła później rozwinąć się zakładom produkującym wodę sodową.
Nauka zajmowała istotne miejsce w teorii Priestleya dotyczącej racjonalnego chrześcijaństwa. W Institutes of Natural and Revealed Religion (1772–1774) opisał on, w jaki sposób odrzucił doktryny kalwińskie o deprawacji natury i mściwym bogu. W An History of the Corruptions of Christianity (1782), Priestley wskazywał, że doktryny materializmu, determinizmu i unitarianizmu były zgodne z racjonalnym odczytaniem Biblii. Utrzymywał, że Jezus był człowiekiem i głosił raczej zmartwychwstanie ciała niż nieśmiertelność nieistniejącej duszy. W 1765 r. został wyróżniony stopniem doktora prawa przez University of Edinburgh za osiągnięcia edukacyjne i pisarskie.
W 1767 r. Priestley zaangażował się politycznie przeciwko Test and Corporation Act (1661), która jako nieanglikaninowi ograniczała mu prawa obywatelskie i polityczne. W An Essay on the First Principles of Government (1768) argumentował, że postęp naukowy i rozwój ludzkości wymagają wolności słowa, wyznania i edukacji. Jako zwolennik ekonomii leseferyzmu Priestley dążył do ograniczenia roli rządu i oceny jego skuteczności pod kątem dobrobytu jednostek. Rząd i prasa potępiły jego poparcie dla rewolucji amerykańskiej i francuskiej, w efekcie 14 lipca 1791 r. wściekły tłum splądrował jego dom i laboratorium, a Priestley z rodziną musiał uciekać do Hackney pod Londynem. Wkrótce potem Priestley zaczął uczyć w New College w Oxfordzie, a swoje antyrządowe poglądy wyłożył w Letters to the Right Honourable Edmund Burke (1791), jednak jego argumenty zostały przemilczane w miarę jak nastroje antyrewolucyjne na wyspach brytyjskich ulegały nasileniu. W 1794 r. wyjechał do USA, którego rząd uznał za względnie tolerancyjny. Jego najbardziej znana praca z tego okresu to Letters to the Inhabitants of Northumberland (1799), które zostały częścią republikańskiej odpowiedzi na ideę federalistyczną. Priestley zmarł w Northumberland w Pensylwanii. Założył w Ameryce pierwszy kościół unitariański.
Autor blisko dwustu prac o filozofii naturalnej, teologii, metafizyce, filozofii politycznej, edukacji, historii i lingwistyce.
Zmarł 6 lutego 1804 r. w Northumberland.